# 美郷町宿泊交流館ワクアス

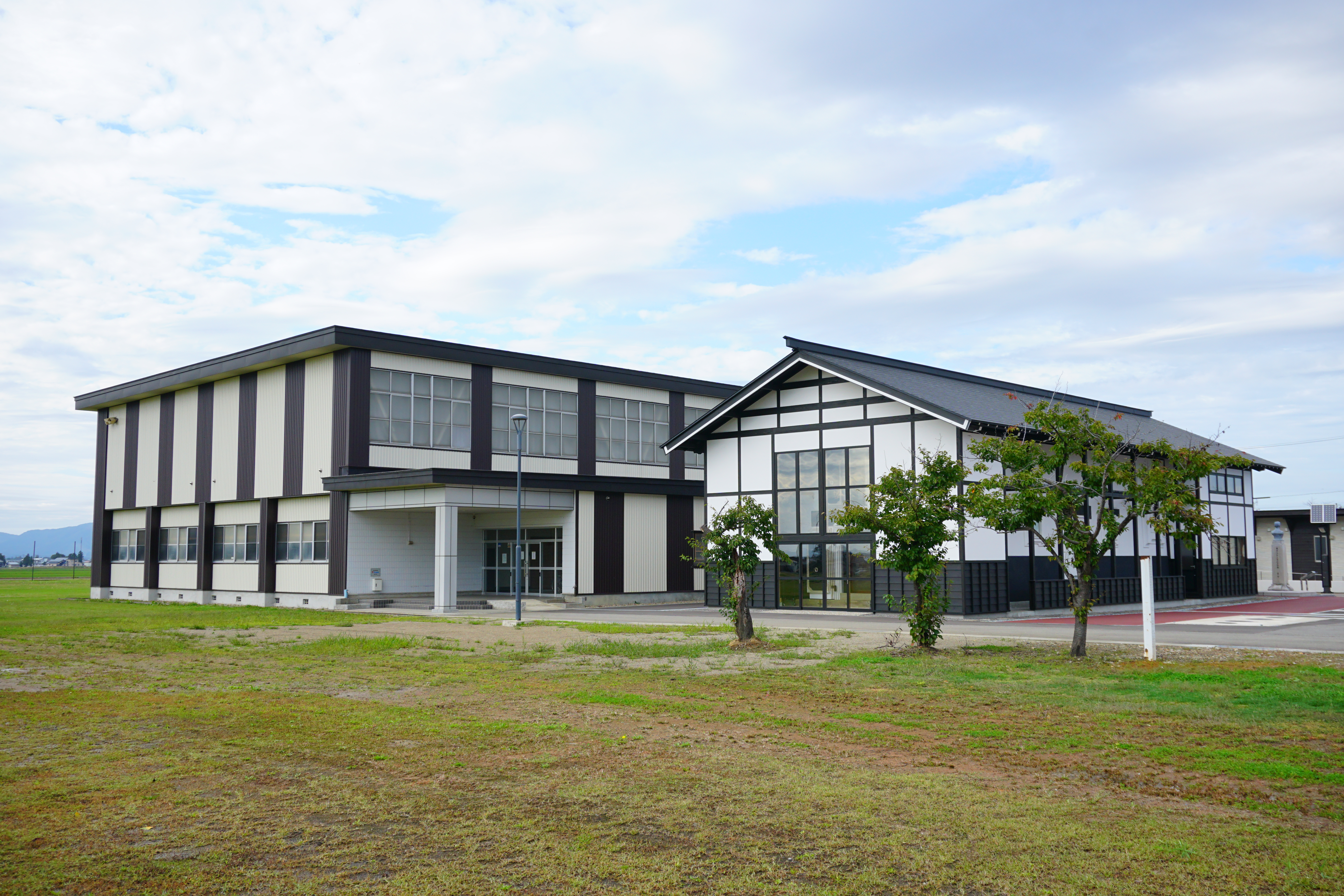
美郷町宿泊交流館ワクアス

美郷町宿泊交流館ワクアス（みさとちょうしゅくはくこうりゅうかんわくあす）は、秋田県美郷町飯詰地内に所在する宿泊交流施設。2015年（平成27年）4月にオープンした。

## 概要
学校統合により閉校となった美郷町立仙南東小学校跡地にあり、施設の一部は同校の校舎を利用している。建物には主として秋田杉などの県産材を使用しており、冷暖房には地中熱を利用したシステムを採用している。近くに美郷町総合体育館「リリオス」があり、スポーツ合宿の利用が可能である。研修会・交流会の利用も可能。朝昼夕の食事は別料金で弁当サービスもおこなっている。

## 客室・収容人員
- 和室10、ツイン1、トリプル3
- 各室ユニットバス付
- 71名収容

## 他施設
- ミーティングルーム（多目的室）2
- 小体育館
- 多目的グラウンド
- 洗濯乾燥機

## 所在地
- 秋田県仙北郡美郷町飯詰字下鶴田22-1

## 運営
- 指定管理者「美郷温泉振興株式会社」